# کهونده، اتک
کهونده (به انگلیسی: Khunda) یک روستا در پاکستان است که در ناحیه اتک واقع شده‌است.